# 2007 у музиці
Ця стаття присвячена музичним подіям 2007 року.

## Події
- 10-12 травня 2007 — 52-й пісенний конкурс Євробачення, який проходив у Гельсінкі в Фінляндії. Переможцем стала співачка із Сербії — Марія Шерифович з піснею «Molitva». Друге місце зайняла Вєрка Сердючка (Україна), третє — група Серебро(Росія).

## Музичні альбоми
| Дата | Виконавець | Назва альбому |
| ---- | ---------- | ------------- |
|      |            |               |

## Засновані колективи
- 9GOATS BLACK OUT
- Agua de Annique
- Ancient Funeral Cult
- Andymori
- Animals as Leaders
- Attack Attack!
- Black Daisy
- Blood on the Dance Floor
- Bon Iver
- Chelsea Grin (гурт)
- Chemia
- Dash Berlin
- Dead by April
- F.T. Island
- Fleshgod Apocalypse
- Florence and the Machine
- Girls (гурт)
- Girls' Generation
- Horytnica
- I Set My Friends on Fire
- Icon for Hire
- Iwrestledabearonce
- Kalafina
- Kamon!!!
- Kara
- KIT-I
- Miike Snow
- New Era Orchestra
- Northern Kings
- O'G3NE
- Owl City
- PeR
- Pirates of the Sea
- Pythia
- Serebro
- Stereopony
- Stringy!
- Tame Impala
- The Baseballs
- The Big Pink
- The Last Shadow Puppets
- Versailles (гурт)
- Vivienne Mort
- We Are The Ocean
- We Butter The Bread With Butter
- Гапочка
- Київський камерний хор «Софія»
- Крик душі (гурт)
- Крихітка
- Летаргия
- Пара Нормальних
- Руки'в Брюки

## Колективи, які поновились
- At the Gates
- Boyzone
- Carcass
- Eve 6
- King Crimson
- Love and Rockets (гурт)
- Luna Sea
- My Bloody Valentine
- Possessed
- Rage Against the Machine
- Septicflesh
- Soda Stereo
- Spice Girls
- Squeeze
- The Jesus and Mary Chain
- The Mighty Mighty Bosstones
- The Police
- The Verve
- X Japan

## Колективи, які розпалися
- Arcturus
- Audioslave
- Pleymo
- Shivaree

## Концерти в Україні
Зарубіжні виконавці

## Нагороди
Премія «Греммі»
49-та церемонія «Греммі» відбулася 11 лютого 2007 у комплексі Стейплс-центр у Лос-Анджелесі.
Премія «MTV Video Music Awards»
Премія «MTV Europe Music Awards»
Премія «Billboard Music Awards»

## Народились
- Красновецька Дарина Олексіївна — українська співачка, представниця України на «Дитячому Євробаченні-2018», учасниця проєкту «Голос. Діти» (4 сезон) на телеканалі «1+1». Двічі перемагала у дитячому фестивалі «Чорноморські ігри» (2017, 2018 роки).
- Анохіна Ліза — російська телеведуча, акторка, відеоблогерка, співачка, модель.

## Померли
- Ткаченко Нінель Олександрівна — радянська українська співачка (лірико-драматичне сопрано). Народна артистка СРСР
- Хрєнников Тихон Миколайович — російський композитор і громадський діяч. У 1948—1957 — генеральний, від 1957 — перший секретар правління Спілки композиторів СРСР.
- Щербатих Станіслав Іванович — український бард, відомий під сценічним псевдонімом Тризубий Стас.
- Ростропович Мстислав Леопольдович — російський віолончеліст, диригент, Народний артист СРСР.
- Туфтіна Галина Опанасівна — українська співачка, народна артистка СРСР.
- Оскар Пітерсон — канадський джазовий піаніст, композитор, керівник тріо.
- Лучано Паваротті — італійський оперний співак (тенор).
- Мацялко Іван Олексійович — український естрадний співак. Народний артист України.
- Гонтарський Василь — український співак і музикант, автор пісень та ідейний натхненник гурту «Вася Club».
- Майчик Іван Іванович — український диригент, фольклорист, композитор, педагог. Заслужений діяч мистецтв України.
- Горчинський Анатолій Аркадійович — український композитор, співак (баритон), режисер.
- Різоль Микола Іванович — український баяніст, педагог, композитор, художній керівник квартету баяністів Київської філармонії; народний артист України.
- Джо Завінул — джазовий клавішник і композитор. Один з основоположників стилю джаз-ф'южн, джаз-рок та ворлд мюзік.
- Карлгайнц Штокгаузен — німецький композитор, диригент, музичний теоретик, один з лідерів музичного авангардизму.
- Караманов Алемдар Сабітович — композитор, народний артист України.
- Швець Владислав Олександрович — український диригент, музикант, музичний педагог.
- Красотов Олександр Олександрович — український композитор. Заслужений діяч мистецтв України.
- Ківа Олег Пилипович — український композитор. Заслужений діяч мистецтв України.
- Ровдо Віктор Володимирович — білоруський хоровий диригент, народний артист СРСР.
- Айк Тернер — американський музикант і продюсер, один із засновників рок-н-рола.
- Грегорі Лемаршаль — французький співак, який здобув популярність, вигравши у четвертому сезоні реаліті-шоу «Академія Зірок».
- Джанкарло Менотті — американський композитор і лібретист італійського походження.
- Стецюк Олександр Михайлович — композитор, педагог, диригент, Заслужений діяч мистецтв України.
- Кац Арнольд Михайлович — російський диригент, заслужений діяч мистецтв РРФСР, народний артист СРСР
- Костриж Віктор Семенович — диригент, педагог. Заслужений діяч мистецтв України.
- Роп'яник Остап Михайлович — український співак (бас-баритон).
- Фоменко Олександра Миколаївна — українська співачка (сопрано), народна артистка УРСР.
- Гаспарян Гоаріна Михайлівна — вірменська радянська оперна співачка (лірико-колоратурне сопрано), народна артистка СРСР.
- Бойко Володимир Іванович — український співак, соліст хору ім. Верьовки, народний артист України.
- Пеер Рабен — німецький композитор, актор, продюсер.
- Тоше Проескі — македонський співак. Учасник «Євробачення» від Македонії.
- Віто Паллавічіні — італійський поет-пісняр.
- Джейн Вайман — американська акторка, співачка і танцюристка, лауреатка премії «Оскар» за найкращу жіночу роль у фільмі «Джонні Белінда».
- Беверлі Сіллз — американська оперна співачка сопрано.
- Івонн де Карло — американська акторка, співачка і танцюристка родом з Канади.
- Еміл Каміларов — болгарський скрипаль.
- Карел Свобода — чеський композитор поп-музики.
- Мійоші Умекі — американська акторка і співачка японського походження.
- Кері Белл — американський блюзовий музикант (губна гармоніка) і співак, представник чиказького блюзу.
- Флоріан Пітіш — румунський актор, театральний режисер, виконавець фолк-музики, радіопродюсер.
- Тадеуш Налепа — польський блюзовий і рок-музикант, лідер груп Blackout і Breakout (гітара, вокал), «батько польського блюзу».
- Асад Аманат Алі Хан — класичний пакистанський співак.
- Сесіл Пейн — американський джазовий саксофоніст (баритон).
- Боббі Пікетт — американський поп-співак, виконавець жанру комедійної пісні.
- Atrax Morgue — італійський нойзар.
- Елді Янг — американський джазовий контрабасист і віолончеліст.
- Лефті Бейтс — американський блюзовий гітарист.
- Есмонд Едвардс — американський джазовий фотограф, музичний продюсер, інженер звукозапису.
- Джанет Блер — американська акторка і співачка.
- Долуханова Зара Олександрівна — радянська, російська та вірменська співачка (колоратурне мецо-сопрано). Народна артистка СРСР.
- Котляревський Іван Арсенійович — український музикознавець й педагог, доктор мистецтвознавства, професор, член-кореспондент АМУ.
- Азархін Родіон Михайлович — радянський музикант, контрабасист.
- Пол Равен — британський музикант, колишній бас-гітарист пост-панк-гурту Killing Joke.
- Кабулова Саодат Кабуловна — узбецька радянська оперна співачка, акторка і музична педагогиня. Народна артистка СРСР.
- Єгудін Валерій Григорович — радянський російський оперний співак, театральний режисер, педагог . Народний артист СРСР
- Денні Доерті — канадський музикант, учасник гурту «The Mamas & the Papas».